# Liste der Biografien/Linn
Liste der Biografien |
Portal Biografien |
Personensuche
# |
A |
B |
C |
D |
E |
F |
G |
H |
I |
J |
K |
L |
M |
N |
O |
P |
Q |
R |
S |
T |
U |
V |
W |
X |
Y |
Z |
?
 
La |
Lb |
Lc |
Le |
Lg |
Lh |
Li |
Lj |
Ll |
Lm |
Lo |
Lp |
Lt |
Lu |
Lv |
Lw |
Lx |
Ly |
Lz
 
Lia |
Lib |
Lic |
Lid |
Lie |
Lif |
Lig |
Lih |
Lii |
Lij |
Lik |
Lil |
Lim |
Lin |
Lio |
Lip |
Liq |
Lir |
Lis |
Lit |
Liu |
Liv |
Liw |
Lix |
Liy |
Liz
 
Lina |
Linb |
Linc |
Lind |
Line |
Linf |
Ling |
Linh |
Lini |
Linj |
Link |
Linl |
Linn |
Lino |
Linp |
Lins |
Lint |
Linu |
Linv |
Linw |
Linx |
Liny |
Linz
Die Liste der Biografien führt alle Personen auf, die in der deutschsprachigen Wikipedia einen Artikel haben. Dieses ist eine Teilliste mit 114 Einträgen von Personen, deren Namen mit den Buchstaben „Linn“ beginnt.

## Linn
- Linn, Archibald L. (1802–1857), US-amerikanischer Jurist und Politiker
- Linn, Brian McAllister (* 1953), US-amerikanischer Militärhistoriker
- Linn, Gerhard (1935–2022), evangelisch-lutherischer Pfarrer und Ökumeniker
- Linn, Günter (1935–2020), deutscher Fußballschiedsrichter
- Linn, Horst (1936–2025), deutscher Bildhauer, Zeichner und Kunstpädagoge
- Linn, James (1749–1821), US-amerikanischer Politiker
- Linn, Jeremy (* 1975), US-amerikanischer Schwimmer
- Linn, John (1763–1821), US-amerikanischer Politiker
- Linn, Kira (* 1993), deutsche Jazzmusikerin (Baritonsaxophon, Bassklarinette, Komposition)
- Linn, Lewis F. (1795–1843), US-amerikanischer Politiker
- Linn, Liesel (* 1927), deutsche Schriftstellerin und Übersetzerin
- Linn, Philipp (* 1886), deutscher Diplomingenieur und Offizier, zuletzt Generalleutnant (Ing.) und Generalleutnant der Wehrmacht
- Linn, Ray (1920–1996), US-amerikanischer Jazztrompeter und Komponist
- Linn, Rex (* 1956), US-amerikanischer SchauspielerRex Linn (* 1956)

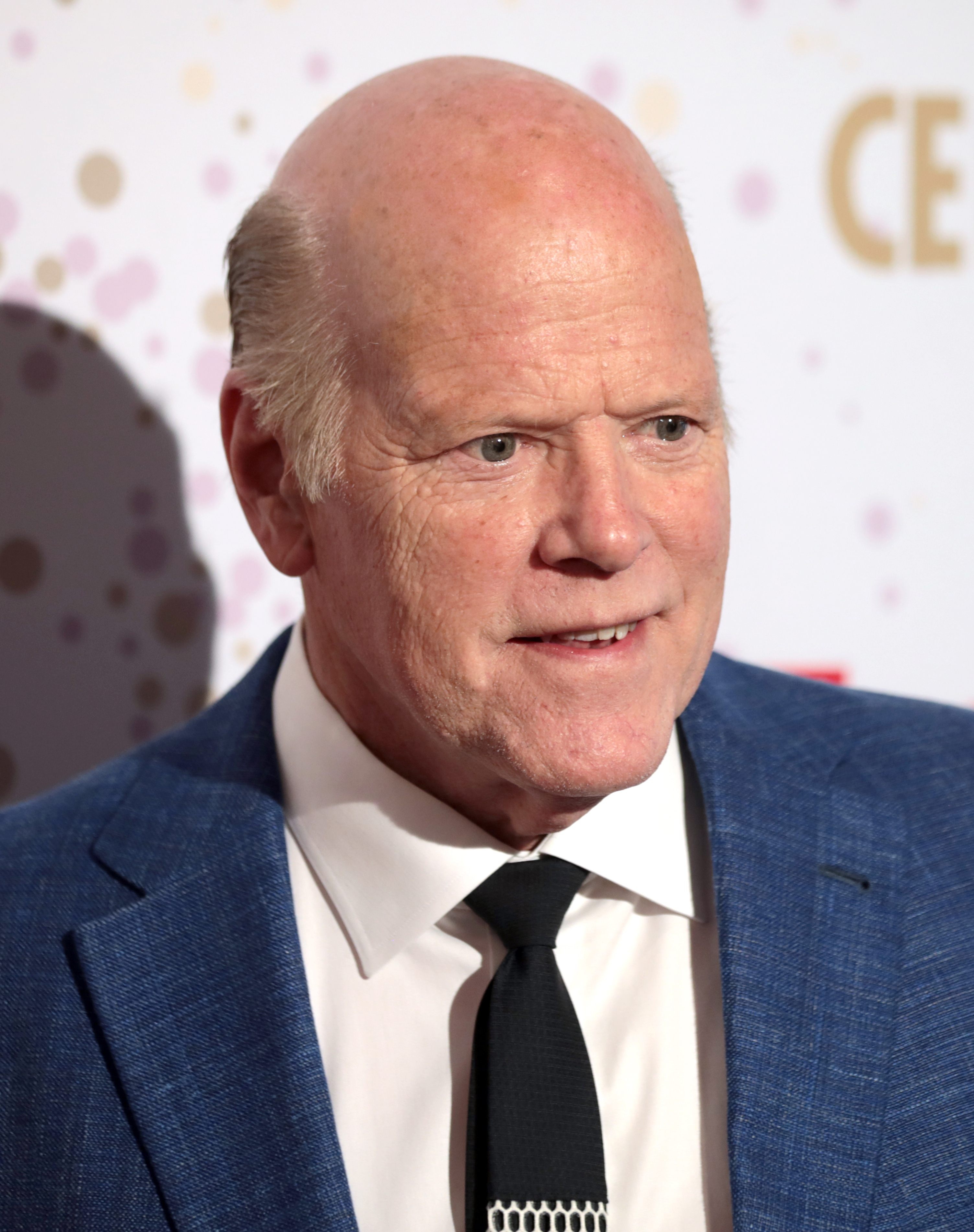
Rex Linn (* 1956)

- Linn, Robert (1925–1999), US-amerikanischer Komponist und Musikpädagoge
- Linn, Roger (* 1955), US-amerikanischer Musiker und Entwickler
- Linn, Rosa, armenische Singer-Songwriterin
- Linn, Sophie (* 1995), australische Triathletin
- Linn, Tomás (* 1950), uruguayischer Journalist und Dozent
- Linn-Baker, Mark (* 1954), US-amerikanischer Schauspieler und Regisseur

### Linna
- Linna, Edvard (1886–1974), finnischer Turner
- Linna, Inga (* 1995), finnische Hammerwerferin
- Linna, Ivo (* 1949), estnischer Sänger
- Linna, Väinö (1920–1992), finnischer Schriftsteller
- Linnæus, Nils (1674–1748), schwedischer Pfarrer und Vater des Naturwissenschaftlers Carl von Linné
- Linnainmaa, Kimi (* 1994), finnischer American-Football Spieler
- Linnainmaa, Seppo (* 1945), finnischer Mathematiker und Informatiker
- Linnamo, Jussi (1924–2004), finnischer Politiker (Sozialdemokratische Partei)
- Linnartz, Kaspar (1878–1955), deutscher Lehrer und Namenforscher
- Linnartz, Kerstin (* 1976), deutsche Moderatorin und SchauspielerinKerstin Linnartz (* 1976)

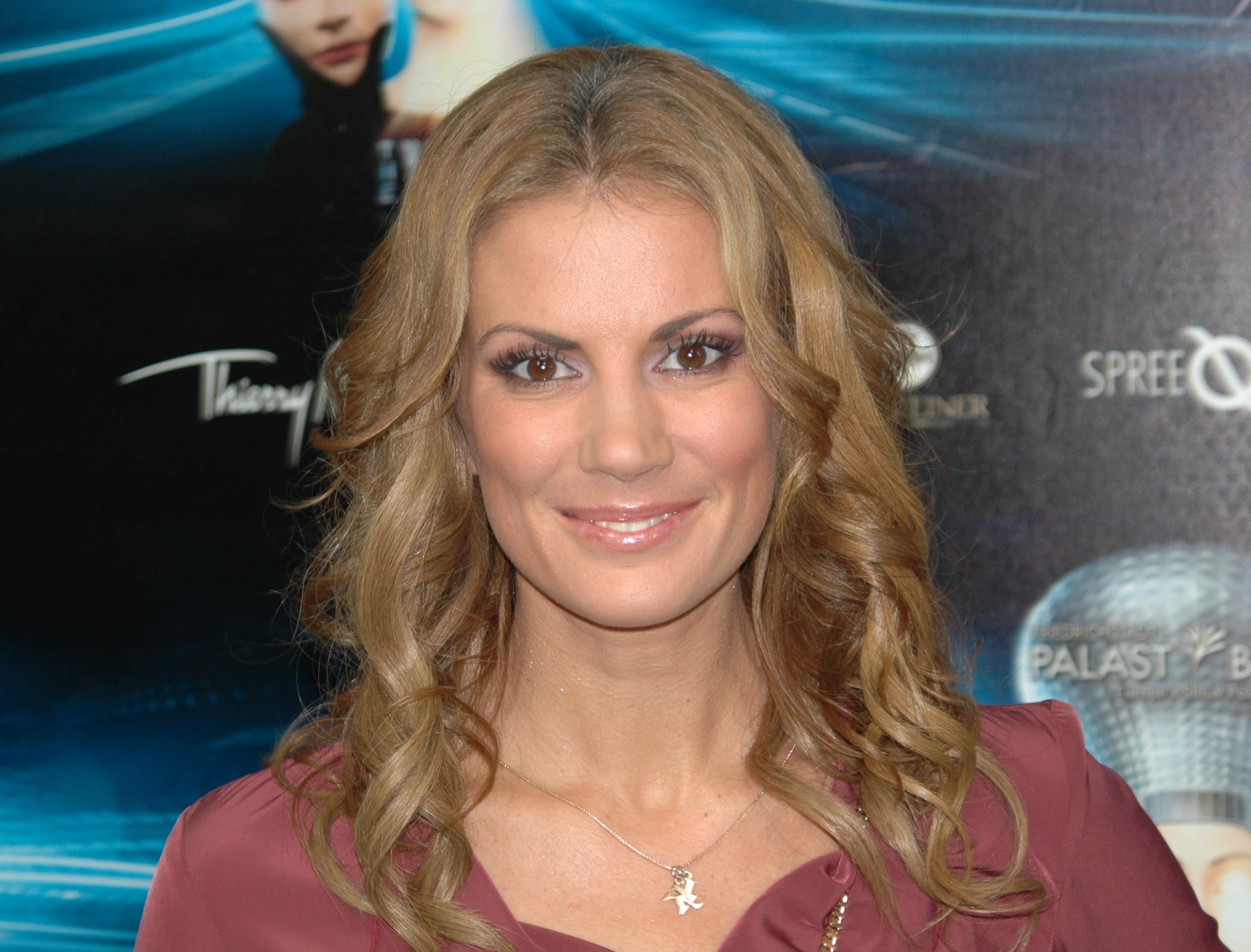
Kerstin Linnartz (* 1976)

- Linnas, Karl (1919–1987), estnischer NS-Kriegsverbrecher

### Linne
- Linne, August (1895–1964), deutscher Politiker (SPD)
- Linne, Carina Sophia (* 1982), deutsche Sporthistorikerin
- Linné, Carl (1895–1984), deutscher Politiker (SPD) und Mitglied der Bremischen Bürgerschaft
- Linné, Carl von (1707–1778), schwedischer Naturwissenschaftler, der die Grundlagen der modernen Taxonomie entwickelteCarl von Linné (1707–1778)

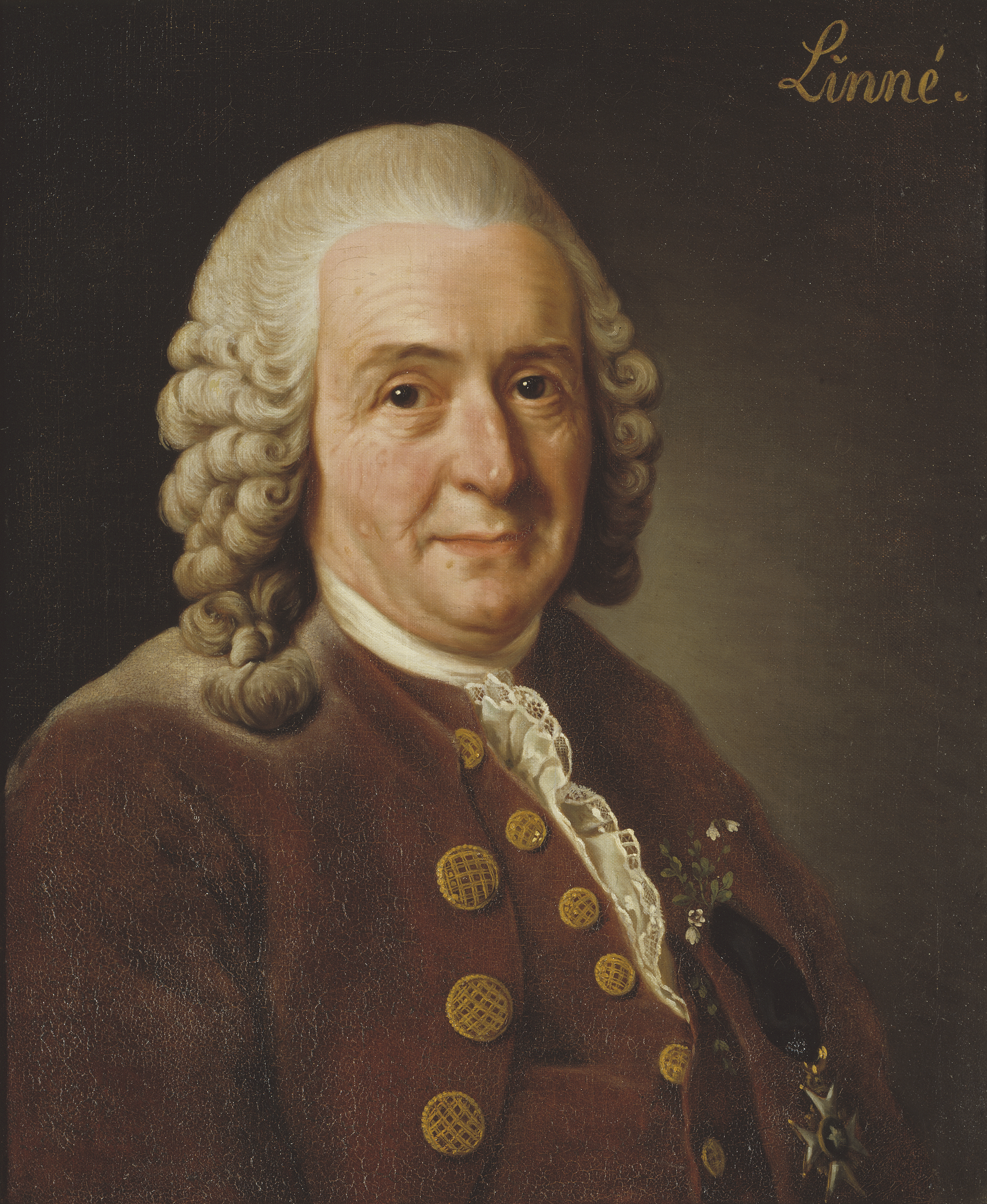
Carl von Linné (1707–1778)

- Linné, Carl von (1741–1783), schwedischer Botaniker
- Linné, Elisabeth Christina von (1743–1782), schwedische Botanikerin
- Linne, Gerhard (1913–1975), deutscher Historiker, Autor und Schulleiter
- Linne, Otto (1869–1937), deutscher Garten- und Landschaftsarchitekt
- Linnebach, Adolf (1876–1963), deutscher Erfinder und Bühnentechniker
- Linnebach, Karl (1879–1961), deutscher Militärhistoriker
- Linneborn, Johannes (1867–1933), deutscher Domkapitular und Kanonist
- Linnehan, Richard M. (* 1957), US-amerikanischer Astronaut
- Linnekogel, Guido (1891–1924), deutscher Flugpionier
- Linnekogel, Otto (1897–1981), deutscher Künstler (Grafiker, Illustrator), Filmregisseur und Drehbuchautor
- Linnéll, Ingemar (* 1954), schwedischer Handballspieler, -trainer und -funktionär
- Linnéll, Jennie (* 1988), schwedische Handballspielerin und -trainerin
- Linnell, John (1792–1882), englischer Maler
- Linnell, John (* 1959), US-amerikanischer Musiker
- Linnell, Peter (1953–2022), britischer Mathematiker
- Linnemann, Alexander (1839–1902), deutscher Architekt, Glasmaler und Kunstgewerbler
- Linnemann, Alvin (1937–2011), dänischer Schauspieler
- Linnemann, Birgit (* 1968), deutsche Wissenschaftlerin und Ärztin
- Linnemann, Carsten (* 1977), deutscher Ökonom und Politiker (CDU), MdBCarsten Linnemann (* 1977)

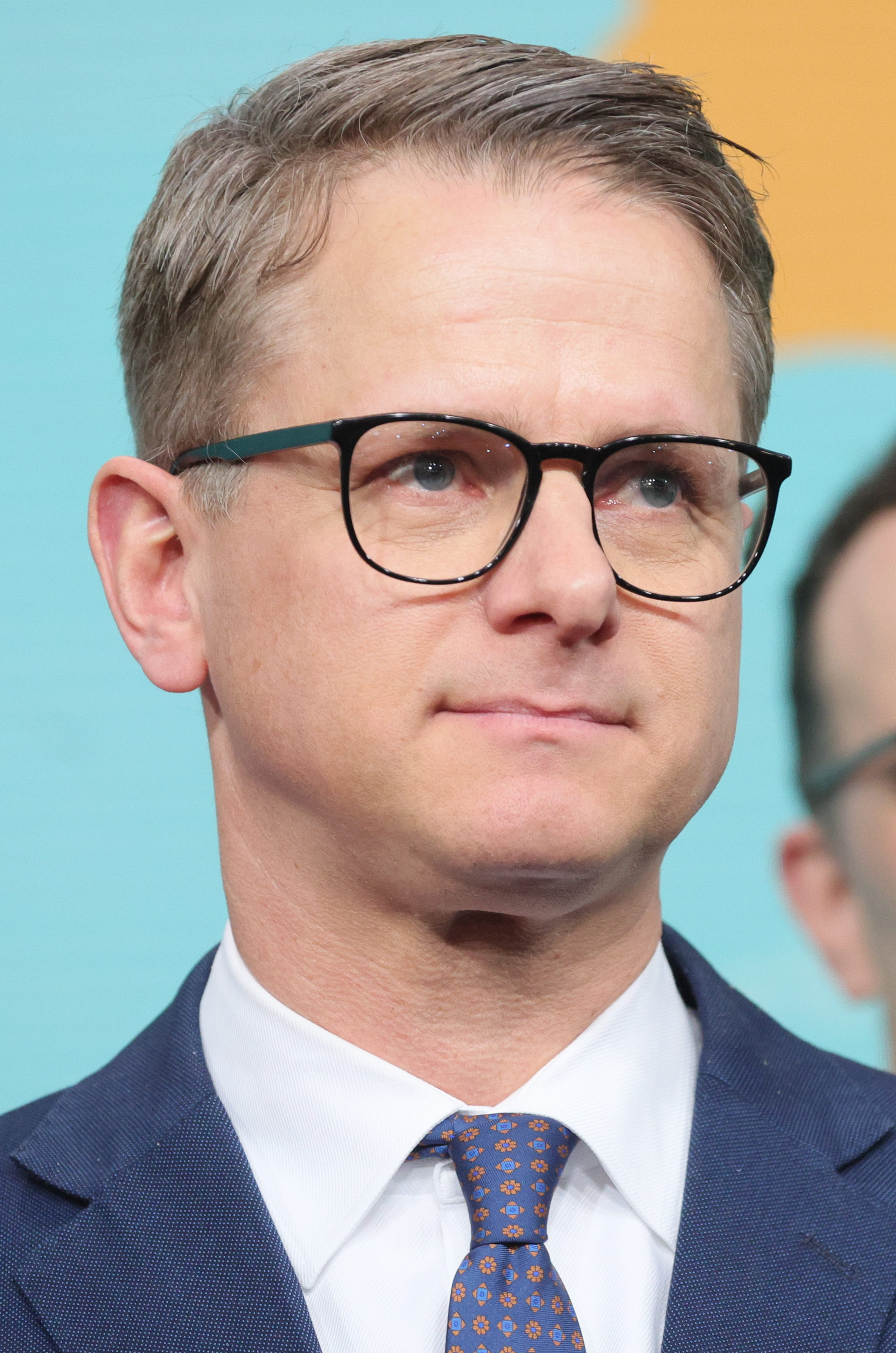
Carsten Linnemann (* 1977)

- Linnemann, Eduard (1841–1886), deutscher Chemiker
- Linnemann, Eta (1926–2009), deutsche evangelische Theologin
- Linnemann, Felix (1882–1948), deutscher Fußballfunktionär, Präsident des Deutschen Fußball-Bundes
- Linnemann, Gerhard (1930–2001), deutscher Ingenieur, Hochschullehrer und Rektor
- Linnemann, Hans-Martin (1930–2024), deutscher evangelischer Theologe
- Linnemann, Hermann (1893–1980), deutscher Manager
- Linnemann, Joachim (* 1951), deutscher Basketballspieler
- Linnemann, Joachim J. (1956–2022), deutscher Unternehmer
- Linnemann, Johan (1830–1889), dänischer Offizier und Erfinder
- Linnemann, Maria (* 1947), britische Komponistin
- Linnemann, Mikko (* 1973), Filmregisseur, Drehbuchautor und Filmproduzent
- Linnemann, Otto (1876–1961), deutscher Glasmaler und Wand- und Dekorationsmaler
- Linnemann, Rolf (1939–2011), deutscher Kabarettist und Chansonnier
- Linnemann, Rudolf (1874–1916), deutscher Architekt, Innenarchitekt und Glasmaler
- Linnemann, Tom (* 2004), deutscher Schauspieler
- Linnemann, Walther Richard (1874–1932), deutscher Musikverleger
- Linnemann, Willy-August (1914–1985), deutsch-dänischer Schriftsteller
- Linnemann, Yannick (* 2004), deutscher Fußballspieler
- Linnenbaum, Laura (* 1986), deutsche Theaterregisseurin
- Linnenbaum, Sophie (* 1986), deutsche Filmregisseurin, Drehbuchautorin, Dramatikerin und Filmproduzentin
- Linnenborn, Marius (* 1968), deutscher römisch-katholischer Priester und Liturgiewissenschaftler
- Linnenbrink, Günter (1934–2020), deutscher lutherischer Theologe und Geistlicher
- Linnenbrink, Hans (1879–1974), deutscher Oberlandforstmeister
- Linnenbrink, Ulrike (* 1947), deutsche Autorin
- Linnenbröker, Jörn (* 1976), deutscher Schauspieler, Sänger und Synchronsprecher
- Linnenbrügger, Fritz (1878–1919), Gefreiter des 8. Husarenregiments
- Linnenkamp, Rolf (1925–2003), deutscher Kunsthistoriker
- Linner, Birgit, deutsche Theaterschauspielerin, Improvisationstheaterspielerin, Clownin und Lehrerin für Improvisations- und Clownstechniken
- Linner, Fritz (* 1952), österreichischer Radio- und Fernsehmoderator
- Linnér, Oscar (* 1997), schwedischer Fußballtorwart
- Linnert, Fritz (1885–1949), deutscher Politiker (FDP), MdL, MdB
- Linnert, Karoline (* 1958), deutsche Politikerin (Bündnis 90/Die Grünen), MdBB, ehemalige Bürgermeisterin und Finanzsenatorin der Freien Hansestadt Bremen
- Linnert, Peter (* 1934), deutsch-österreichischer Wirtschaftswissenschaftler
- Linnerth, Evi (* 1949), deutsche Politikerin (SPD), MdL Rheinland-Pfalz
- Linnertz, Thomas, deutscher Jurist und Verwaltungsbeamter, Präsident der Aufsichts- und Dienstleistungsdirektion
- Linnerz, Heinz (1926–2007), deutscher Redakteur
- Linnerz, Sebastian (* 1959), deutscher Grafikdesigner
- Linnes, Martin (* 1991), norwegischer Fußballspieler
- Linnestad, Anne Kristine (* 1961), norwegische Politikerin
- Linneweber, Josef (* 1924), deutscher Fußballspieler
- Linneweber, Volker (* 1951), deutscher Umweltpsychologe, Präsident der Universität des Saarlandes
- Linneweh, Friedrich (1908–1992), deutscher Pädiater und Hochschullehrer
- Linney, Laura (* 1964), US-amerikanische SchauspielerinLaura Linney (* 1964)

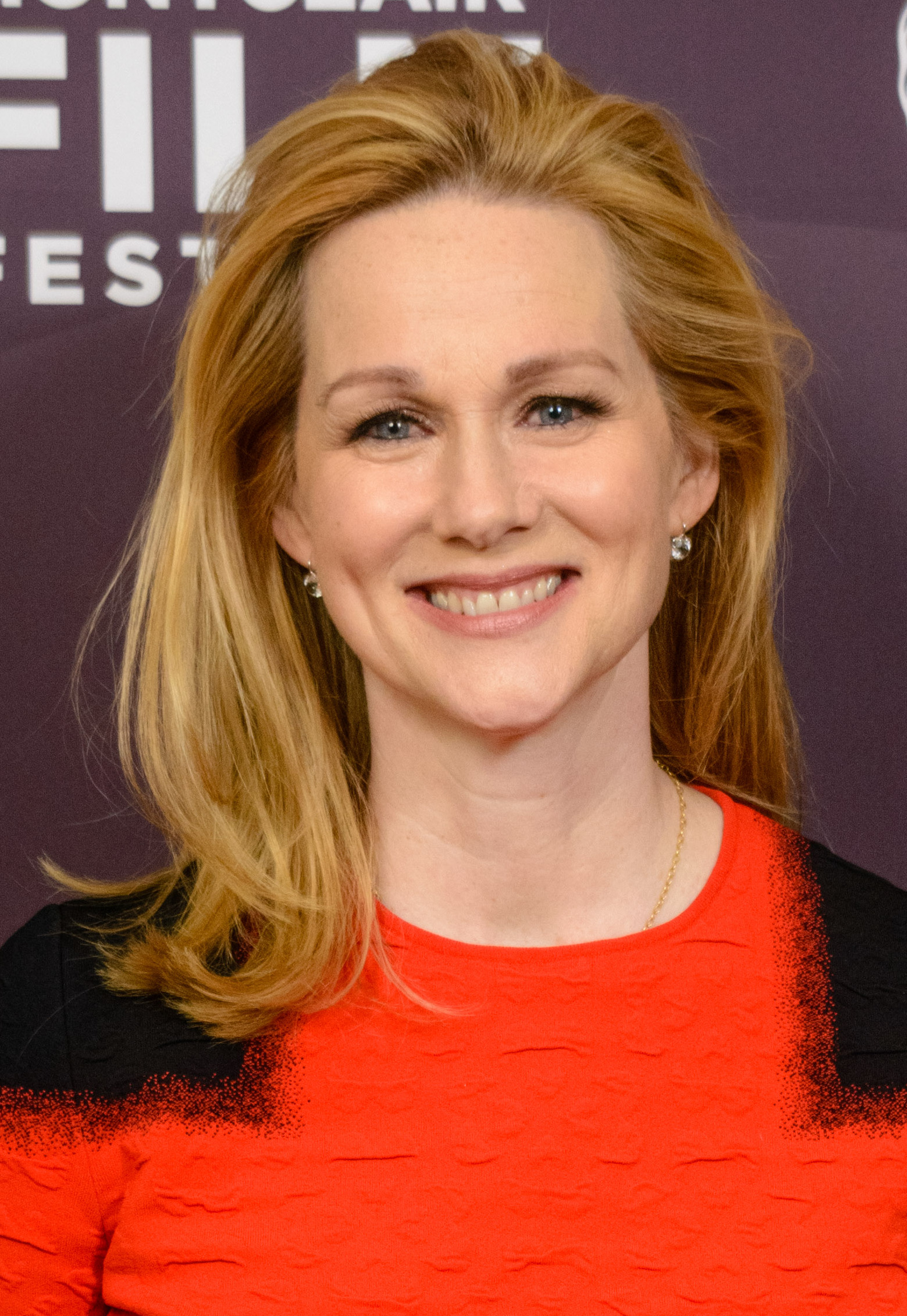
Laura Linney (* 1964)

- Linney, Romulus (1930–2011), US-amerikanischer Drehbuchautor
- Linney, Romulus Zachariah (1841–1910), US-amerikanischer Politiker

### Linnh
- Linnhoff, Erich (1914–2006), deutscher Leichtathlet
- Linnhoff-Popien, Claudia (* 1966), deutsche Informatikerin und Hochschullehrerin

### Linni
- Linnig, Egide (1821–1860), belgischer Marine- und Landschaftsmaler und Radierer
- Linnig, Franz (1832–1912), deutscher Provinzialschulrat und Schulbuch-Autor
- Linnig, Jozef (1815–1891), belgischer Marine- und Landschaftsmaler und Radierer
- Linnig, Willem der Ältere (1819–1885), belgischer Porträt- und Genremaler, Radierer
- Linnig, Willem der Jüngere (1842–1890), belgischer Historien-, Porträt- und Genremaler sowie Radierer
- Linnik, Aljaksandr (* 1991), belarussischer Kurzstreckenläufer
- Linnik, Juri Wladimirowitsch (1915–1972), sowjetischer Mathematiker
- Linnik, Wladimir Pawlowitsch (1889–1984), sowjetischer Physiker

### Linno
- Linnonmaa, Olavi (1920–1995), finnischer Radrennfahrer
- Linnosvuo, Pentti (1933–2010), finnischer Sportschütze

### Linnq
- Linnqvist, Hilding (1891–1984), schwedischer Maler

### Linnt
- Linntam, Marika, estnische Diplomatin

### Linnu
- Linnus, Ferdinand (1895–1942), estnischer Ethnologe